# Boloria nearctica
Boloria nearctica är en fjärilsart som beskrevs av Ruggero Verity 1932. Boloria nearctica ingår i släktet Boloria och familjen praktfjärilar. Inga underarter finns listade i Catalogue of Life.